# Grande-Bretagne aux Jeux olympiques d'hiver de 1928
Cet article contient des informations sur la participation et les résultats du Royaume-Uni qui participe sous le nom de Grande-Bretagne aux Jeux olympiques d'hiver de 1928 à Saint-Moritz en Suisse. La Grande-Bretagne était représentée par 32 athlètes. 
La délégation britannique aux Jeux olympiques d'hiver de 1928 a récolté une médaille de bronze. Elle a terminé au 8e rang du classement des médailles.

## Médaille
| Médaille                            | Nom            | Sport    | Compétition |
| ----------------------------------- | -------------- | -------- | ----------- |
| Médaille de bronze, Jeux olympiques | David Carnegie | Skeleton | Hommes      |